# Sati (hindouisme)
Pour les articles homonymes, voir Sati.
Pour la Sati dans le bouddhisme, voir Pleine conscience.
Sati  est le nom d'un personnage féminin dans le Mahabharata, celui de la veuve qui s'immole sur un bûcher funéraire selon un rite hindou, et celui de cette coutume funéraire hindoue pratiquée quelquefois au sein de la caste guerrière dans le monde indien.
Dans l'épopée hindoue du Mahabharata, Sati (sanskrit सती (satī), qui signifie « véracité ») ou Dakshayani est l'aînée des filles de Prasuti et Daksha. Elle aime Shiva, mais son père, Daksha, qui s'est disputé avec le dieu, interdit leur mariage.
Sati passe outre et Daksha se venge en invitant tous les dieux sauf Shiva à un sacrifice dédié à Vishnou. Sati retient ses souffles et s'enflamme d'elle-même dans le feu de sa colère, lavant l'affront fait à son dieu, Shiva, avec qui elle n'est pas mariée. Shiva, l'ayant appris, se précipite au palais, tue un grand nombre d'invités et décapite Daksha, remplaçant plus tard sa tête par celle d'un bouc. Satî renaît ensuite sous la forme de Pârvatî et retrouve ainsi son époux.
La sati, parfois appelée le sutty au XIXe siècle, est donc aussi le nom du sacrifice des veuves qui se jettent dans le bûcher crématoire de leur époux.

## Origine du mot
« Sat » est le participe présent du verbe « être », « -as », en sanscrit. « Sati » est le féminin de « sat » et signifie donc littéralement « qui est », mais prend un sens spécifique : « qui est bonne, vertueuse ».
« Sat » signifie également «la vérité», et « satya », qui en dérive, «la parole de vérité».
« Sat » peut aussi s'employer comme substantif et renvoie dans ce cas à l'énergie ; il en arrive à désigner le feu du bûcher funéraire. 
Cette polysémie et ces connotations donnent de la sati l'image d'une femme qui s'immole sur le bûcher funéraire parce qu'elle est vertueuse et porteuse de la vérité, selon Catherine Weinberger-Thomas, auteure de Cendres d'immortalité. La crémation des veuves en Inde (1996).

## Sati dans la mythologie hindoue

### Le récit

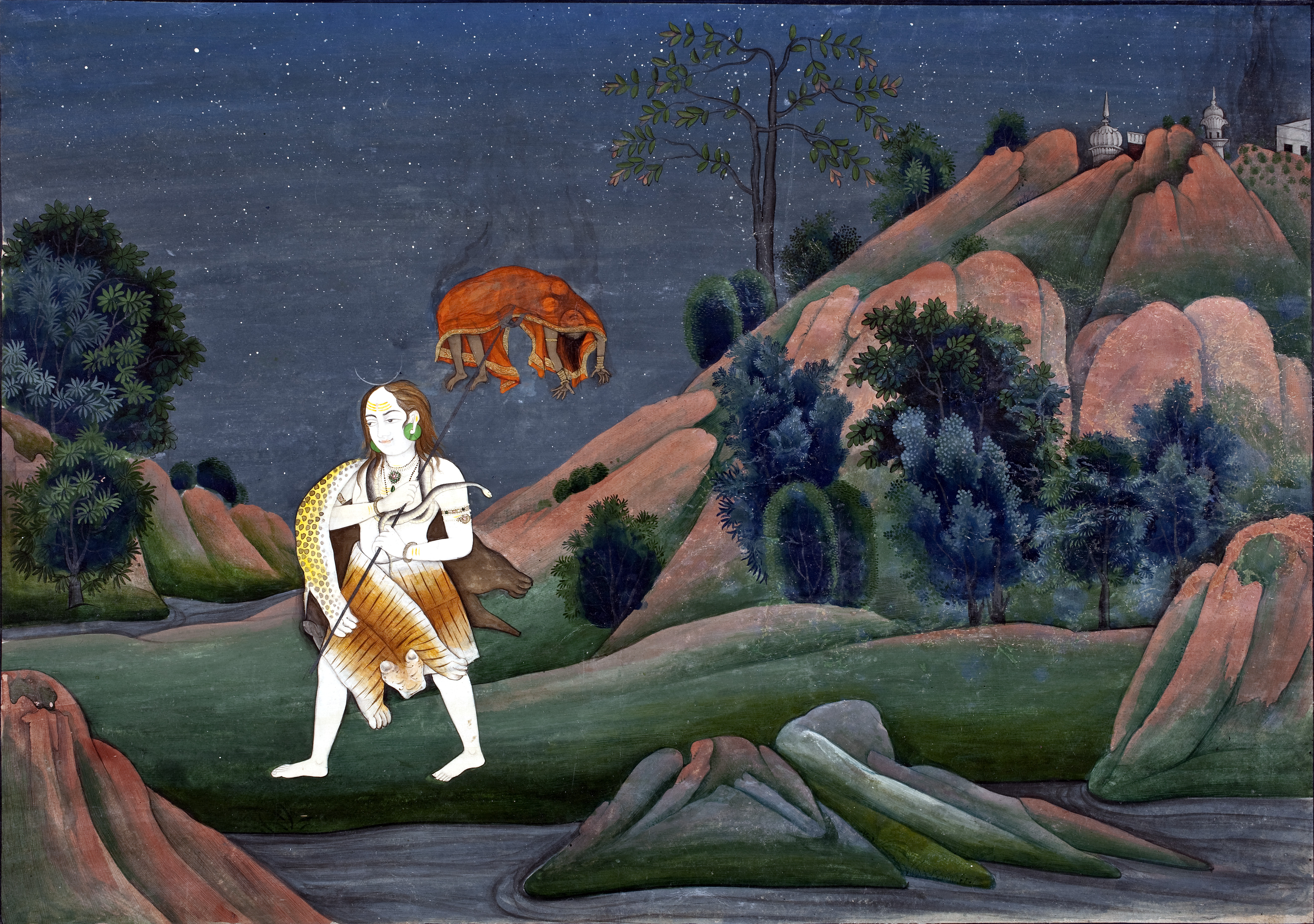
Le Seigneur Shiva errant avec le cadavre de la Déesse Sati (vers 1800, Los Angeles County Museum of Art).

Sati (« Vertueuse ») est le nom de la première Déesse aimée du Seigneur Shiva ; mais le père de Sati, Daksha, refusant que sa fille puisse épouser Shiva, un Dieu ascète hirsute et asocial, pousse Sati (voulant échapper à la douleur d'être séparé de Shiva), à méditer et à retenir son souffle (technique du Yoga), au point que son corps s'enflamme de lui-même et que son âme se réincarne ensuite dans le corps qui sera celui de Parvati, la future épouse de Shiva. Shiva, apprenant la perte de Sati, décapite Daksha et remplace sa tête par celle d'un bouc pour le purifier et tuer son orgueil, et erre fou de douleur dans l'univers avec le cadavre carbonisé de Sati dans ses bras ou sur son trident (trishula, symbole shivaïte) : les morceaux du cadavre de Sati, qui tombèrent sur terre, forment des lieux sacrés vénérés dans l'hindouisme (nommés Shakti Pithas) ; Shiva pleura tellement et pendant si longtemps, que ses larmes créèrent deux étangs sacrés – un à Pushkar, Ajmer, et l'autre à Ketaksha, qui signifie littéralement « pluie des yeux », en sanskrit.
La Bhâgavata Purana exprime cette mythologie concernant la Déesse Sati :

« Après avoir ainsi accablé d'injures Daksha, au milieu du sacrifice, Satî [future Parvati réincarnée] s'assit par terre en silence, se tournant du côté du Nord, puis, ayant porté de l'eau à ses lèvres et s'étant enveloppée dans son vêtement de couleur jaune, elle ferma les yeux et entra dans la voie du Yoga.

Ayant supprimé également toute inspiration et toute expiration, maîtresse de sa position, après avoir rappelé de la région du nombril le souffle vital nommé Vdâna, et avoir peu à peu arrêté dans son cœur à l'aide de sa pensée, ce souffle qu'elle venait de fixer dans sa poitrine, la déesse irréprochable le fit remonter jusqu'à sa gorge et de là jusqu'au milieu de ses deux sourcils.

C'est ainsi que, voulant abandonner ce corps que le plus grand des êtres avait tant de fois placé par tendresse sur son sein, la vertueuse Satî, poussée par la colère de Daksha, soumit son corps à l'épreuve qui consiste à renfermer en soi-même le feu du souffle vital.

Pensant ensuite au nectar du lotus des pieds de son époux [le dieu Shiva], du Précepteur de l'Univers, elle ne vit plus autre chose ; et son corps, purifié de tout péché, parut tout d'un coup embrasé par le feu qu'y avait allumé la Contemplation. »

— Satî abandonne son corps, (Bhâgavata Pourâna, IXe siècle)  .

### Sens symbolique du mythe de Sati
Le père de Sati avait organisé un Yajña, une cérémonie du feu, mais il avait refusé par arrogance d'inviter Shiva, le mari de sa fille. Sati alors s'immola puis Shiva arriva, il décapita son père et remplaça sa tête par respect par celle d'un bouc. Le père de Sati représente l'égo qui rejette l'âme, ici Shiva. En conséquence, la vérité, représentée par Sati dont la racine est sat- qui signifie vérité, est brûlée, détruite[réf. nécessaire]. Mais l'âme (Shiva) finit toujours par anéantir l'ego et Shiva remplace sa tête par une tête de bouc parce que son ego fut tué lorsque Shiva décapita la tête à forme humaine, le père de Satî désormais purifié avec une tête de bouc (histoire comparable à la naissance du dieu Ganesh, décapité par son père Shiva, et désormais avec sa tête d'éléphant, symbole de sagesse). De même dans l'ancienne Égypte, avec les dieux à têtes d'animaux, l'être animal ne sert pas de symbole à la bassesse humaine, mais au contraire de purification intérieure : les démons dans l'hindouisme ont uniquement des visages humains.

## Lasati, coutume funéraire

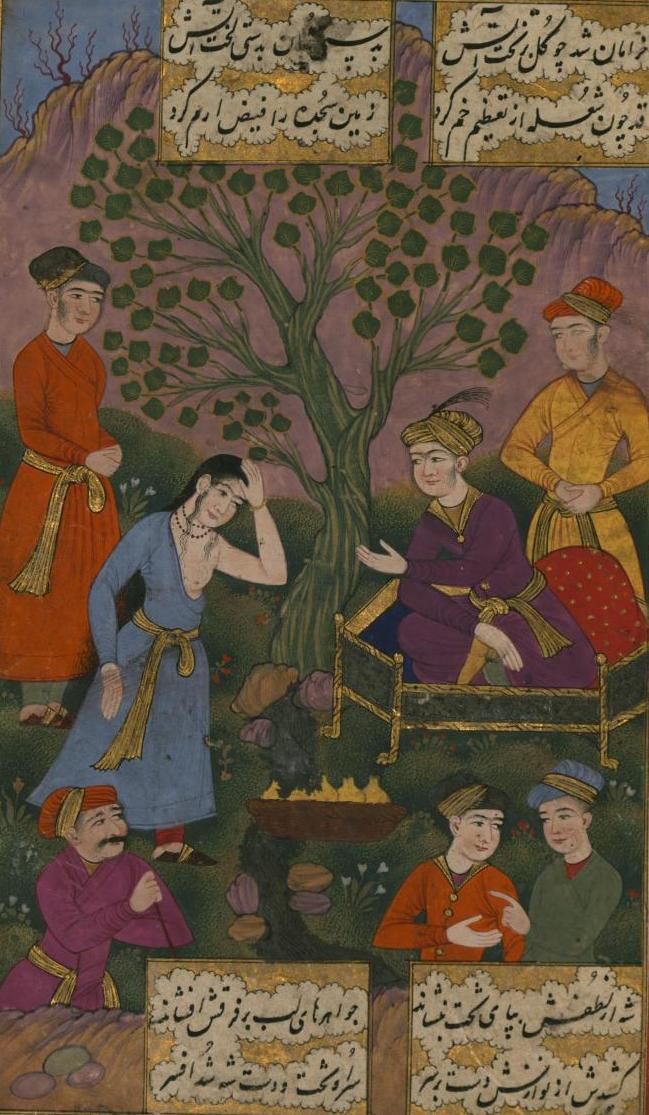
L'empereur monghol Akbar essaie de dissuader une jeune veuve de s'immoler ; illustration d'un poème de Naw'i Khabushani

La littérature brahmanique ne fait pas référence à la pratique de la sati. Cette coutume « ne tire donc pas son origine de la Loi », écrit Catherine Weinberger-Thomas. C'est de manière tardive au Moyen-Âge, que les docteurs de la Loi se sont efforcés de fournir une justification du rite de l'immolation des veuves. 

### Premiers textes relatifs à la coutume
La légende de Sati, épouse de Shiva, ou celle de Sītā, épouse de Rāma dans le Ramayana, sont souvent évoquées pour justifier l'origine d'une coutume funéraire appelée la sati. Cependant, ni l'une ni l'autre ne sont veuves lorsqu'elles décident de monter sur le bûcher. Savitri offre tout de même son enveloppe charnelle afin que son âtman rejoigne celui de son mari.
Les Véda ne font pas non plus mention du sacrifice des veuves. Dans l'Atharva-Veda, le quatrième Véda, où sont exposés les rites de la cérémonie funéraire, il n'est fait aucune mention, encore moins de prescription, de la sati : il indique au contraire que la veuve doit monter sur le bûcher funéraire, se coucher auprès de son mari, puis redescendre avant que la crémation ne commence.  Dans la section Ashvalâyana Grihyasûtra (4.1.) du Véda, il est précisé qu'on doit inviter la femme à se relever afin de ne pas mourir avec son mari sur le bûcher une fois que ce bûcher est allumé ; en termes exacts voici comment se déroule le rite :

« A droite du bûcher on attache la vache ou la chèvre et l'on invite la femme du défunt à se coucher près de lui sur le bûcher. Immédiatement, le frère du défunt, ou, à défaut, un de ses élèves, ou encore un domestique âgé, invite l'épouse à se relever en récitant la stance que voici : « Lève-toi, femme ! viens au monde des vivants ! Viens çà ! ne reste point étendue près de lui ! Te voici comme une épouse à qui son mari saisit la main, voulant la prendre auprès de lui ! » »

Toutefois le Mahabharata (I, 68, 44-45), dans l'éloge de l'épouse prononcé par Shâkuntalâ, semble bien évoquer l'obligation morale pour une épouse vertueuse de suivre son mari dans la mort :

« Même au moment de sa transmigration, de sa mort, ne faisant qu’un dans l’infortune avec son mari, une épouse qui est fidèle le suit toujours. Une épouse, lorsqu’elle est morte la première, attend son mari dans l’au-delà, et si son mari est mort avant elle, ensuite une femme vertueuse [sati] le suit. »

L'explication brahmanique de ce verset est simple : la femme suit la destinée de son mari, et l'influence. Ainsi, si le mari se réincarne, la femme se réincarnera aussi, mais, s'il se libère, son épouse le suivra aussi dans la délivrance (Moksha ou Nirvana). C'est l'amour (kâma) pour son époux qui est le devoir premier (dharma) de la femme, non la recherche de l'ascèse et le contrôle de soi comme c'est le cas pour l'homme.
Le rituel de la sati fait l'objet d'une description détaillée dans le Padma Purana (en) ; il commence par un bain de purification, et suppose que la femme ne soit pas en période de règles ou de grossesse. «La combustion de l’enveloppe charnelle de la veuve permettra à son atman (son vrai Soi) de rejoindre l’esprit de son mari».

### Contexte historique d'apparition de la coutume

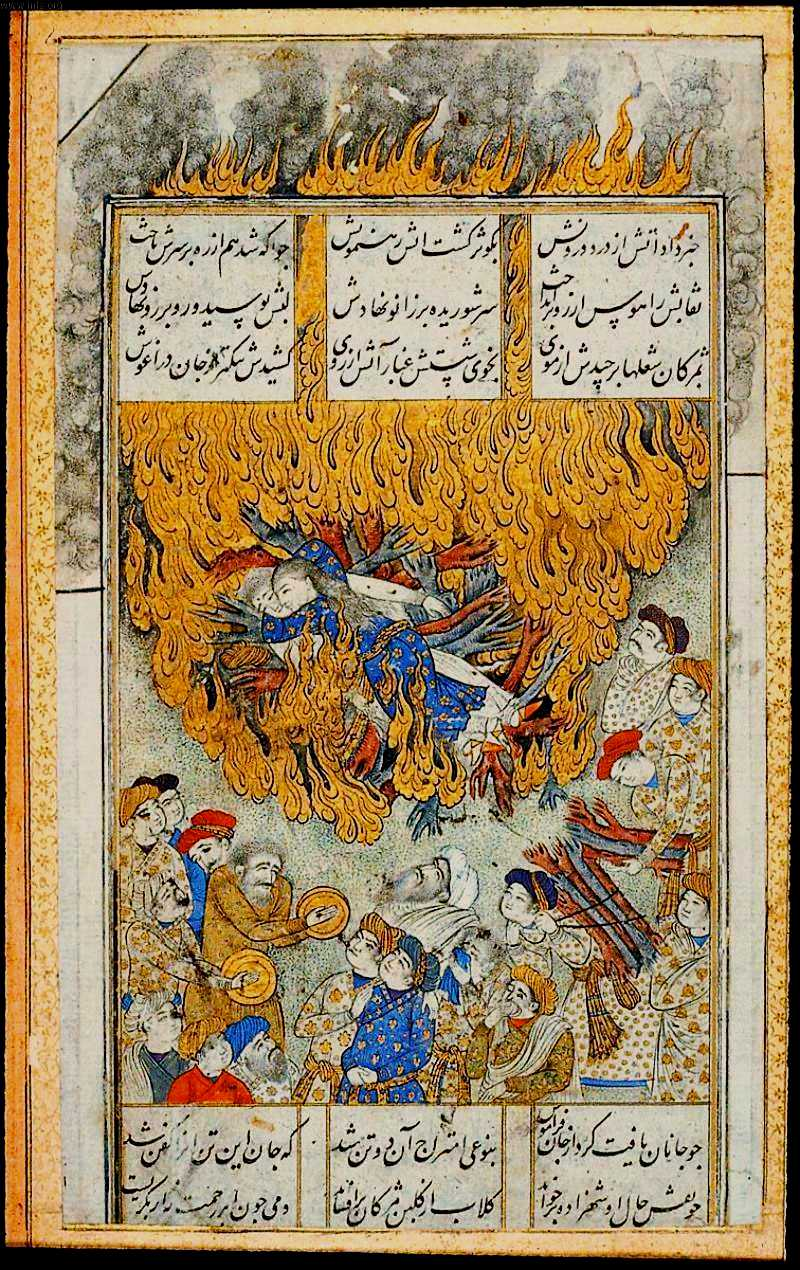
Miniature persane montrant Brideh brûlant vive sur le bûcher de son époux mort.

La pratique de la sati est tardive en Inde (VIe siècle apr. J.-C.) et limitée à la caste des kshatriyas,.

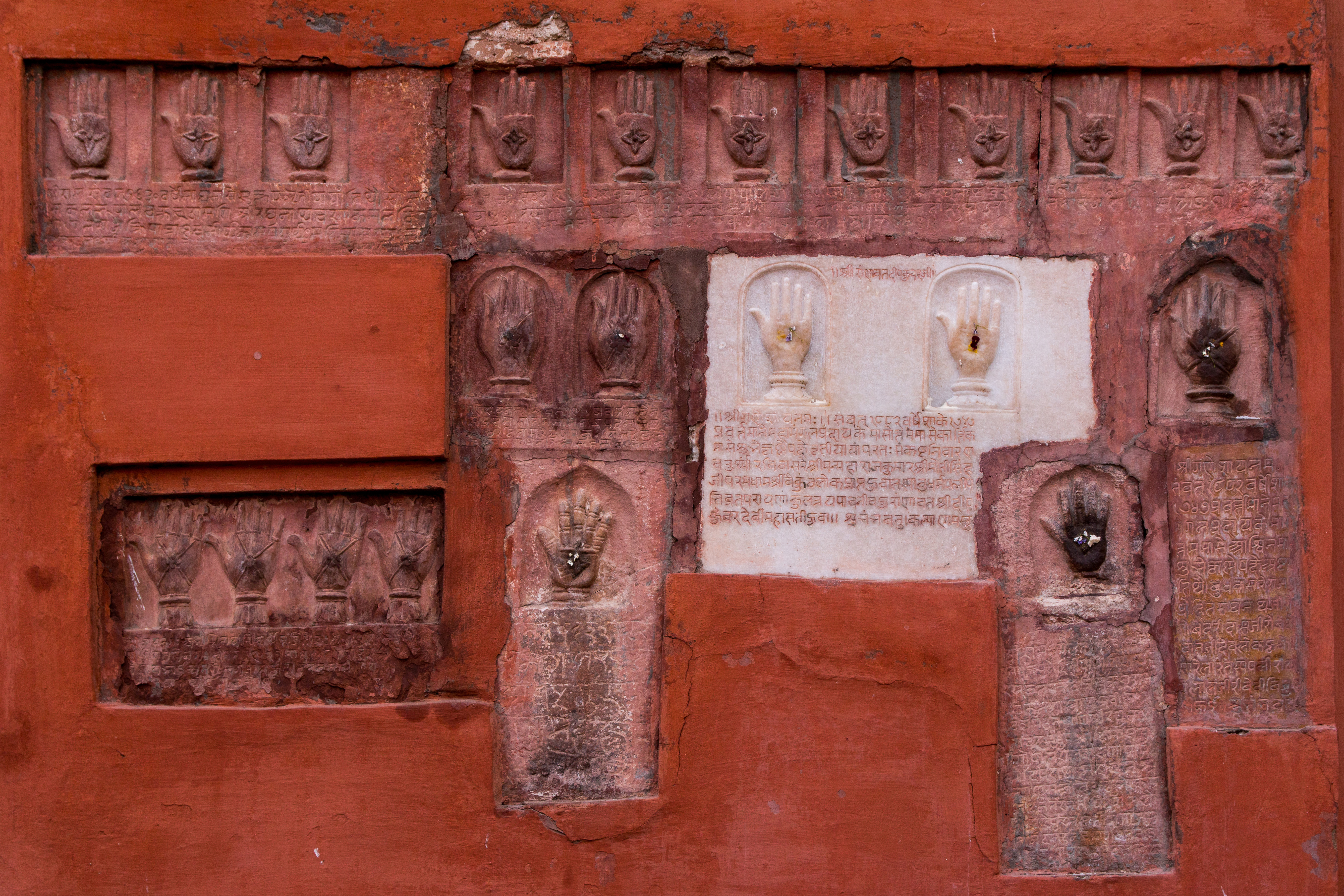
Les mains de « sati » au Fort Junagarh à Bikaner.

Les épouses des guerriers rajpoutes étaient familières de la sati. On découvre souvent à l'entrée des forts du Rajasthan des symboles de mains indiquant le nombre de veuves de haut rang ayant pratiqué la sati lors des guerres avec les troupes islamiques (à Jodhpur par exemple) : les femmes nobles préféraient s'autosacrifier au dieu-feu Agni plutôt que finir esclaves ou violées ou tuées. Selon Alain Daniélou, « la pratique de la sati est inconnue des textes anciens sur les devoirs des varnas », mais elle était, dans le contexte de l'époque, une manière d'échapper à des humiliations futures, tout en réalisant un idéal de purification – comparable à celui des premiers martyrs pour les chrétiens. Ainsi, c'est par centaines que les femmes des guerriers rajpoutes se jetèrent dans les flammes pour ne pas tomber aux mains des envahisseurs musulmans, qui en auraient fait leurs esclaves s'ils ne les avaient pas tuées. Se donner ainsi la mort était pour ces femmes un sort infiniment plus noble que se rendre aux mains de l'ennemi.
Selon Jean-Claude Pivin, chercheur au CNRS, le fait de brûler une veuve sur un bûcher est une déformation et la preuve de la méconnaissance du mythe originel concernant la déesse Sati :

« Ceux qui crurent y voir une invitation aux veuves de s'immoler ont mal interprété le mythe, puisque ce que Sati voulait ainsi témoigner était son chagrin d'être reniée par son père pour avoir épousé un dieu "païen" (l'aspect Rudra de Shiva). Ce qui se voulait au départ un appel à la tolérance devint une incitation à la barbarie. D'ailleurs, si on lit attentivement les textes, il y est dit que Sati s'immole dans le feu du yoga, au cours du sacrifice de Daksha : ce n'est pas une auto-destruction mais une fusion en Shiva. »

— Les semailles des Kurus, Extraits choisis du Mahâbhârata, Jean-Claude Pivin, éditions L'Harmattan  (ISBN 978-2-336-00365-8).

## Signification sociale de la coutume funéraire
La sati est une pratique rare : traditionnellement, seule la caste guerrière suit cette coutume et, au sein de cette élite, une minorité de veuves accomplit cet « auto-sacrifice ».
Les femmes qui s'immolent sur le bûcher funéraire sont considérées comme de quasi-divinités ; leur mari et leur belle-famille recueillent également un surcroît d'honneur du fait de cette marque suprême de fidélité qu'est le sacrifice de la vie,. Selon Gayatri Spivak, «l'auto-immolation des veuves est codée comme un pèlerinage, plutôt que comme un suicide, qui, du reste, est strictement interdit dans la loi de la religion Hindou ». Certaines formes de suicide sont traditionnellement autorisées mais elles le sont pour les hommes uniquement,.
La veuve qui s'immole se voit attribuer des pouvoirs posthumes : elle peut intercéder en faveur de ses proches afin que leurs souhaits se réalisent, ses cendres ont le pouvoir de purifier les membres de sa famille pour plusieurs générations, et elle est capable d'accomplir des miracles. Cependant, pour que l'immolation soit efficace, elle doit être pleinement volontaire ; la femme prononce ainsi une « déclaration d'intention » par laquelle elle affirme sa décision de suivre son mari dans la mort.

## Histoire de la coutume funéraire à l'époque moderne
Le second empereur moghôl, Humâyûn (1508-1556) tenta d'interdire la pratique de la sati. Il a été suivi par Akbar, puis Aurangzeb en 1663. La coutume de la sati était « contestée et marginale » quand les Britanniques au début du XIXe siècle l'ont présentée comme une coutume inhumaine à laquelle ils devaient mettre fin.

### Colonisation britannique

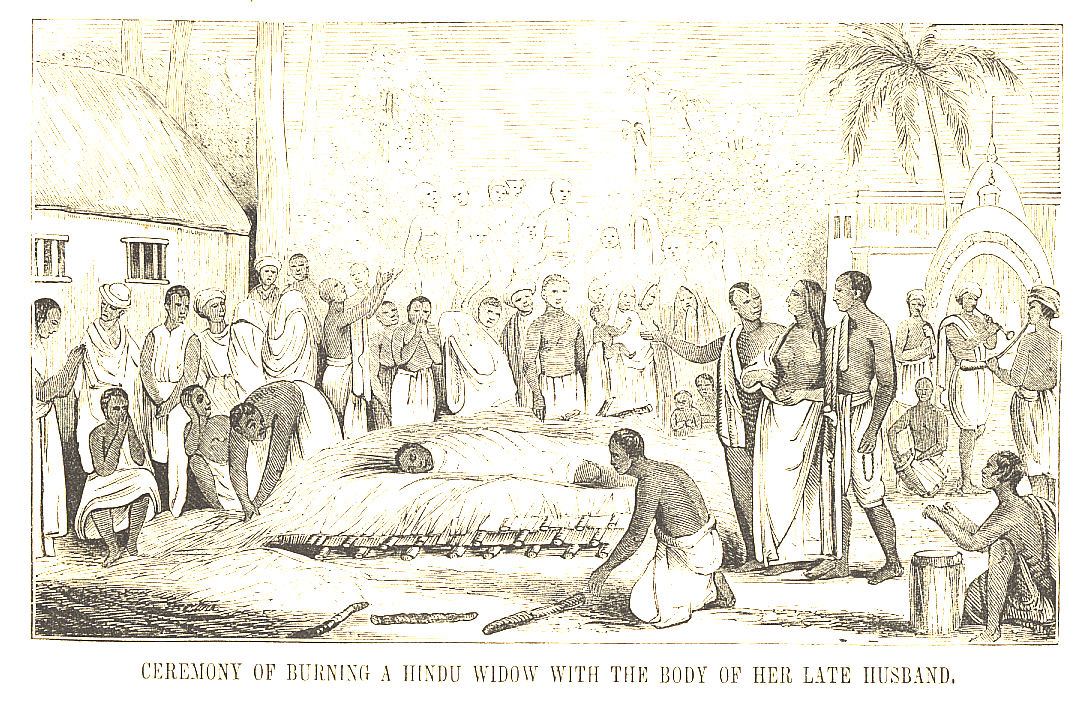
Gravure britannique du sacrifice d'une veuve (1851).

En 1812, l'administration coloniale britannique établit, par l'intermédiaire de son gouverneur général, les règles suivantes à destination des officiers de police :
1. empêcher, autant que possible, toutes les pressions exercées sur les femmes hindoues de la part de leurs proches, des Brahmanes ou d'autres personnes, visant à les inciter à s'immoler,
2. prévenir les usages criminels de drogues et de liqueurs pour l'accomplissement de cet objet,
3. s'assurer que la femme ait bien l'âge minimum requis par les « lois hindoues » pour le sacrifice,
4. se renseigner, dans la mesure du possible, sur une éventuelle grossesse de la femme
5. prévenir la crémation dans ce cas.

Cependant, en 1818, on ne compte pas moins de 839 cas de sati au Bengale, dont 544 dans le secteur de Calcutta, ce qui a été considéré comme une « épidémie » de satî en réaction à la prétention des Britanniques à s'ingérer dans les pratiques religieuses. La puissance coloniale va alors adopter une position en retrait concernant les problèmes religieux tout en observant les éventuelles évolutions de la société indienne qui pourraient aller dans son sens. Les dix années qui suivent voient précisément la formation de deux camps opposés sur le problème de la sati, Mrityunjay Vidyalankar et le réformateur social Ram Mohan Roy rejoignant celui des adversaires de cette pratique, alors qu'il aurait souhaité que l'abolition de la sati prenne appui sur les ressources offertes par la tradition indienne, plutôt qu'elle ne soit imposée par les autorités coloniales. Les années 1830 voient, notamment au Bengale, l'émergence de réformes socio-religieuses sur lesquelles les Britanniques vont pouvoir s'appuyer dans leur effort de codification juridique des coutumes des différentes communautés

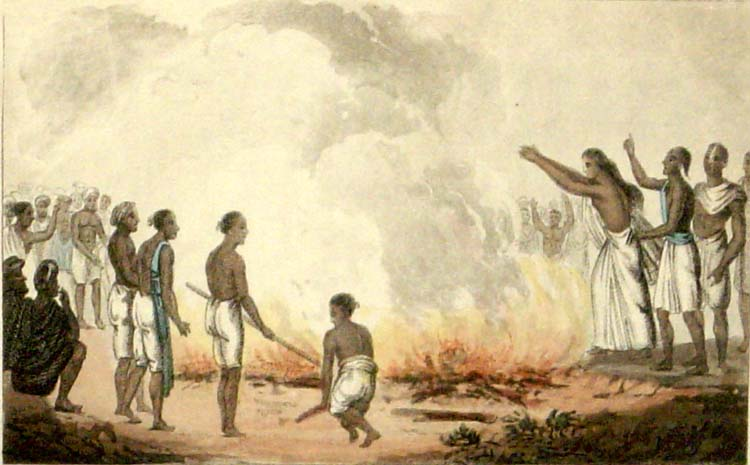
Gravure britannique des années 1820

Le 4 décembre 1829, le gouverneur général Lord William Bentinck de la présidence du Bengale, soutenu par Ram Mohan Roy, promulgue le Bengal Sati Regulation, 1829 interdisant la pratique. Il est rapidement suivi par les autres présidences de l'Inde, Madras et Bombay. Contestée devant les tribunaux, cette règlementation fut toutefois entérinée en 1832 par le prédécesseur du Comité judiciaire du Conseil privé, la plus haute instance judiciaire de l'Empire colonial britannique.

### Inde indépendante
Aujourd'hui, de rares cas de sati sont répertoriés (notamment celui de Roop Kanwar en 1987, qui a conduit à la promulgation du Commission of Sati (Prevention) Act ; un nouveau cas s'est présenté en 2008).

## La coutume funéraire du point de vue du féminisme postcolonial
La coutume de la sati a engendré des « débats universitaires passionnés » dans le champ des études postcoloniales, portant sur le statut des femmes.
La philosophe féministe indienne Gayatri Spivak fait des veuves hindoues qui s'immolent sur le bûcher funéraire les figures emblématiques de la femme subalterne, dans un des textes les plus commentés des études postcoloniales publié en 1985, intitulé Les subalternes peuvent-elles parler ?. Elle souligne le fait que ces veuves, qu'elles aient été « sauvées de la barbarie » par les colons britanniques, ou exaltées pour leur « fidélité » par les nationalistes indiens, n'ont jamais été entendues, et que les uns et les autres ont parlé pour ces femmes, à leur place, sans jamais leur donner la possibilité de s'exprimer,. Les Britanniques ont présenté les veuves comme des victimes du patriarcat, et se sont donné pour mission de les protéger (attitude que Gayatri Spivak a condensée en une formule célèbre : « Les hommes blancs sauvent les femmes brunes des hommes bruns »). En réponse, des Indiens nationalistes conservateurs ont affirmé que ces veuves, issues de la caste guerrière, choisissaient librement leur mort. Quoique opposés, ces deux discours se ressemblent selon Gayatri Spivak dans la mesure où ils font des femmes des objets de représentation, au lieu de les laisser se représenter elles-mêmes,.
Selon la chercheuse Mrinalini Sinha (en), qui s'inscrit également dans le courant du féminisme postcolonial, les colonisateurs auraient instrumentalisé la condition des femmes indiennes, leur assujettissement symbolisé par la sati, pour dénier au peuple indien le droit à l'autodétermination. Partha Chatterjee (en) souligne lui aussi l'instrumentalisation non pas seulement politique, mais plus largement culturelle, de la sati, par les Britanniques qui ont fait de la veuve indienne immolée « un signe de la nature répressive et asservissante de toute la tradition culturelle d’un pays ».

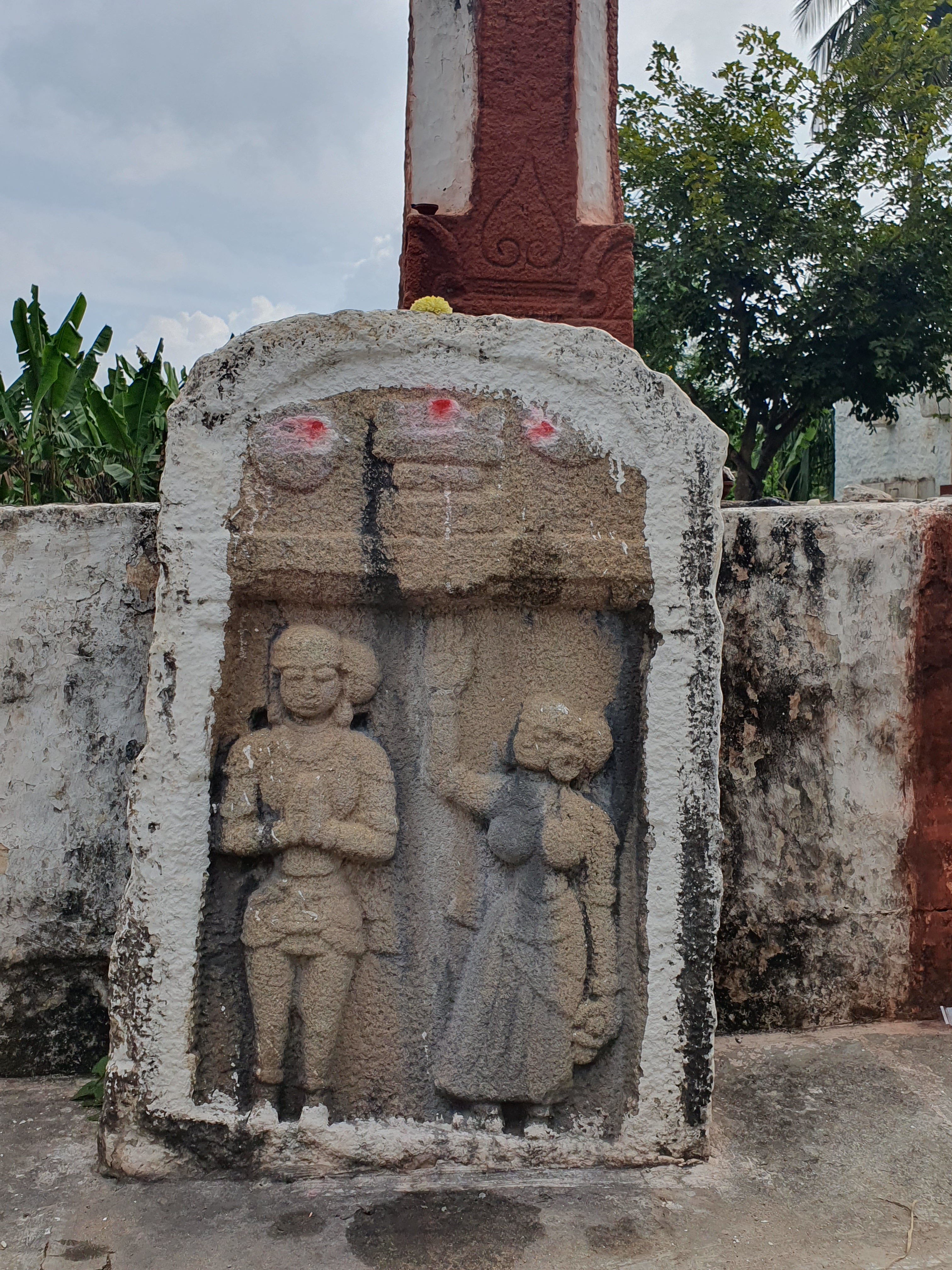
Pierre de représentation symbolique de la pratique de SATI dans le royaume de Vijayanagara (hampi)

#### Ouvrages
- (en) Edward Thompson, Suttee : A Historical and Philosophical Inquiry into the Hindu Rite of Widow Burning, Londres, Allen & Unwin, 1928
- Catherine Weinberger-Thomas, Cendres d'immortalité : La crémation des veuves en Inde, Seuil, 1996
- Gayatri Spivak (trad. Jérôme Vidal), Les subalternes peuvent-elles parler ?, Paris, Editions Amsterdam, 2009 (lire en ligne) (texte intégral en accès libre)
- Gaël de Graverol, Le rite de la sati : La crémation des veuves en Inde, Université Panthéon-Sorbonne mémoire, 1997 (lire en ligne).

#### Articles
- Roland Lardinois, « Le sacrifice des femmes en Inde », Actes de la Recherche en Sciences Sociales, vol. 113, no 1,‎ 1996, p. 85–89 (DOI 10.3406/arss.1996.3184, lire en ligne, consulté le 4 mai 2021), compte rendu de l'ouvrage de Catherine Weinberger-Thomas, Cendres d'immortalité.
- Harald Tambs-Lyche, « La sati indienne au travers de l’histoire. Du suicide héroïque aux martyres du système socio-politique », Conserveries mémorielles, no 14,‎ 1er juillet 2013 (lire en ligne)
- Ian H. Magedera et Dhana Underwood, « Déesse sexualisée et/ou victime? La femme hindoue entre les colonialismes anglais et français en Inde », International Journal of Francophone Studies, vol. 4, no 2,‎ 1er juillet 2002, p. 85–96 (lire en ligne, consulté le 4 mai 2021)